# Sviatoslav (prénom)
Cette page présente le prénom Sviatoslav ainsi que ses variantes.
Sviatoslav (variante : Svyatoslav ; russe/ukrainien : Святослав) est un anthroponyme et un prénom d'origine slave. Il se compose de l'élément sviet « lumière », ou swieto « saint », et de l'élément slava « gloire », et signifie « sainte gloire ». Son diminutif est Slava en Russie et Slavik en Ukraine ; son équivalent féminin est Sviatoslava. 

## Personnages historiques
Par ordre chronologique
- Sviatoslav Ier (mort en 972), Grand-duc de Kiev ;
- Sviatoslav II (mort en 1076), Grand-duc de Kiev ;
- Sviatoslav Olgovich (en) (mort en 1164), prince de Novgorod (1136–1138), de Novgorod-Severski (1139), de Belgorod Kievsky (en) (1141–1154) et de Tchernigov (1154–1164) ;
- Sviatoslav III (mort en 1194), Grand-duc de Kiev ;
- Sviatoslav (1196–1252), Grand-prince de Vladimir.

## Personnalités contemporaines portant ce prénom
Par ordre alphabétique
- Sviatoslav Fiodorov (1927–2000), ophtalmologue et chirurgien russe ;
- Sviatoslav Khalizov (1963–2010), joueur puis entraîneur de hockey sur glace russe ;
- Sviatoslav Knouchevitski (1908–1963), violoncelliste russe ;
- Sviatoslav Mykhaïliouk (né en 1997), joueur de basket-ball ukrainien ;
- Sviatoslav Richter (1915–1997), pianiste russe ;
- Sviatoslav Schevchuk (né en 1970), archevêque majeur de Kiev (2011- ) ;
- Sviatoslav Smirnov (né en 1969), baryton russe.

- Pour l'ensemble des articles sur les personnes portant ce prénom, consulter :
  - la liste des articles dont le titre commence par ce prénom
  - les listes produites par Wikidata : Liste des personnes de prénom « Sviatoslav » — même liste en incluant les éventuels prénoms composés qui contiennent « Sviatoslav ».